# 1500

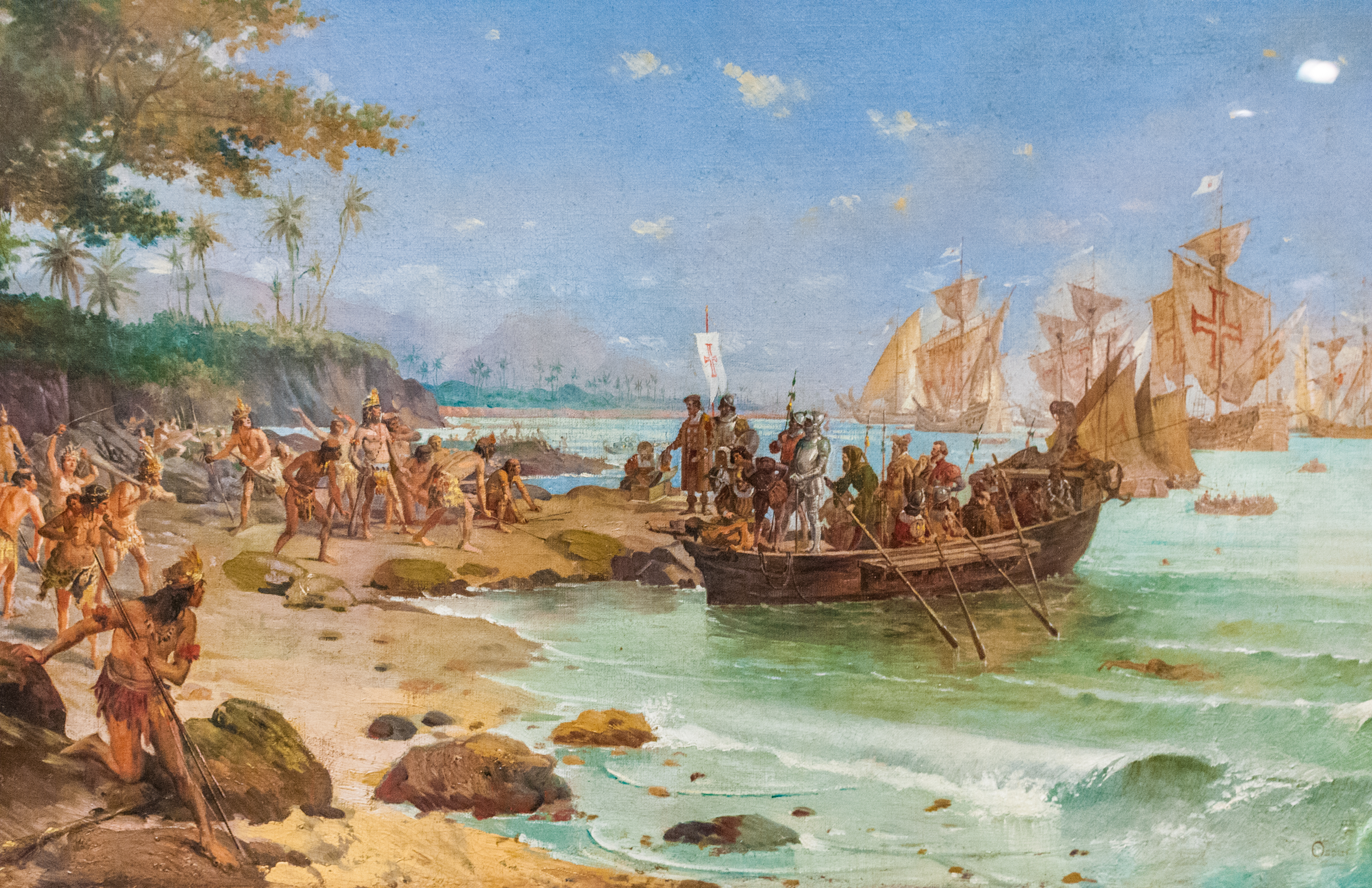
Pedro Álvares Cabral landt in Brazilië

Het jaar 1500 is het 100e jaar in de 15e eeuw volgens de christelijke jaartelling.

## Gebeurtenissen
januari
- 26 - De Spaanse kapitein Vicente Yáñez Pinzón landt op de noordoostkust van Brazilië, die hij door het Verdrag van Tordesillas niet kan claimen. Hij zeilt verder langs de hele kust van Guyana.

maart
- 9 - Pedro Álvares Cabral vertrekt voor de tweede Portugese expeditie naar Indië.

april
- 1 - Slag bij Novara: De Fransen verslaan hertog Ludovico Sforza van Milaan en nemen hem in de slag gevangen.
- 22 - Pedro Álvares Cabral landt op de kust van Brazilië bij het huidige Porto Seguro en claimt het voor Portugal.

mei
- 12 - Beleg van Franeker: Onder leiding van vier vooraanstaande edelen belegeren de Friezen uit onvrede met de hoge pacht en belastingen, de stad Franeker, waar Hendrik van Saksen, de zoon van potestaat Albrecht van Saksen, zetelt.

juni
- 5 - Rodrigo de Bastidas verkrijgt van de Spaanse Kroon een octrooi om de kust van de Nieuwe Wereld te verkennen.

juli
- 16 - De stad Franeker wordt ontzet. Tijdens de terugtocht laten de troepen van Albrecht een spoor van vernieling achter. In Minnertsga worden priesters vermoord, omdat zij hun gewijde kostbaarheden niet willen overgeven aan de soldaten van Albrecht. Berlikum moet het ook ontgelden.

augustus
- 10 - Diogo Dias, een van de kapiteins op de vloot van Pedro Alvarez Cabral, ontdekt het eiland Madagaskar.
- 24 - Huwelijk van Botho III van Stolberg-Wernigerode en Anna van Eppstein-Königstein
- augustus - Francisco de Bobadilla, aangesteld als gouverneur van Hispaniola, komt aan op het eiland en stelt onderzoek in naar het vermeende mismanagement door Christopher Columbus.

september
- 12 - In Saksen overlijdt keurvorst Albrecht. Hij wordt opgevolgd door zijn zoon George. In Friesland erft zijn zoon Hendrik zijn positie, maar die houdt het voor gezien in Franeker en laat het bestuur over aan stadhouder Hugo von Leisnig.

oktober
- 12 - Huwelijk van Floris van Egmont en Margaretha van Glymes
- 20 - Willem II van Hessen huwt Anna van Mecklenburg-Schwerin
- oktober - Rodrigo de Bastidas en Alonso de Ojeda vertrekken voor een ontdekkingstocht naar de Nieuwe Wereld. Ze zullen de kust van Colombia en Panama verkennen.

november
- 11 - Verdrag van Granada: Ferdinand II van Aragon en Lodewijk XII van Frankrijk verdelen het koninkrijk Napels in een geheim verdrag.

december
- 17 - Bloedbad van Calicut. In de haven van die stad beroven Portugezen een Arabische vrachtvaarder, waarna de Arabieren een slachting aanrichten onder de Portugezen.

zonder datum
- Johan van Denemarken tracht vergeefs Dithmarschen te veroveren.
- Het Sultanaat Agadez wordt veroverd door het Songhairijk.
- Het Heilige Roomse Rijk wordt verdeeld in zes kreitsen: Beierse Kreits, Boven-Rijnse Kreits, Frankische Kreits, Neder-Saksische Kreits, Nederrijns-Westfaalse Kreits en Zwabische Kreits
- Amerigo Vespucci, Alonso de Ojeda en Juan de la Cosa keren terug van hun reis naar Guyana en Venezuela.
- Emanuel I van Portugal hertrouwt met Maria van Aragon.
- Juan de la Cosa tekent een wereldkaart, de eerste Europese kaart waarop de Nieuwe Wereld ingetekend staat.
- Gaspar Corte-Real ziet de zuidpunt van Groenland op een ontdekkingsreis.

## Beeldende kunst

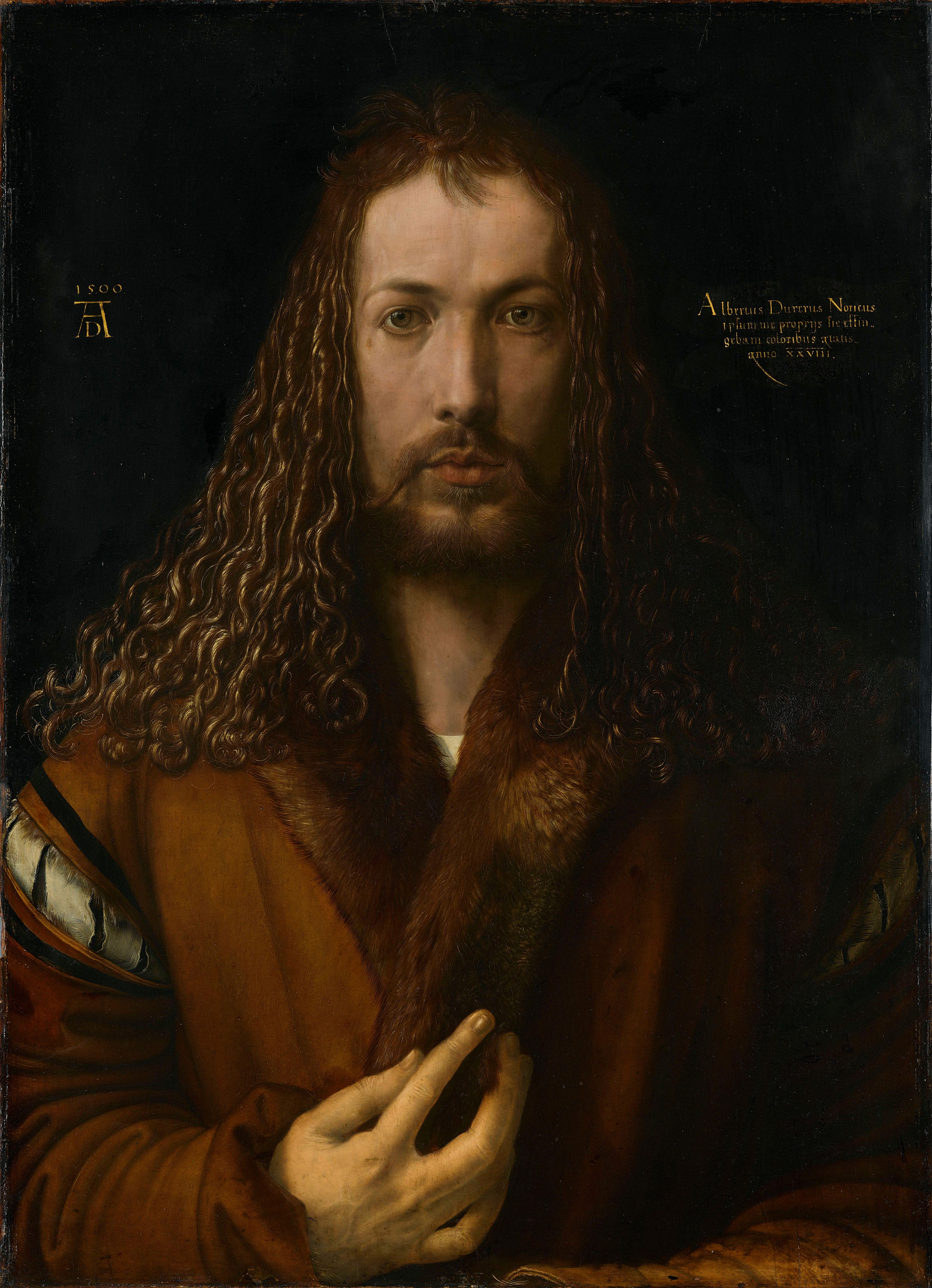
Albrecht Dürer: Zelfportret
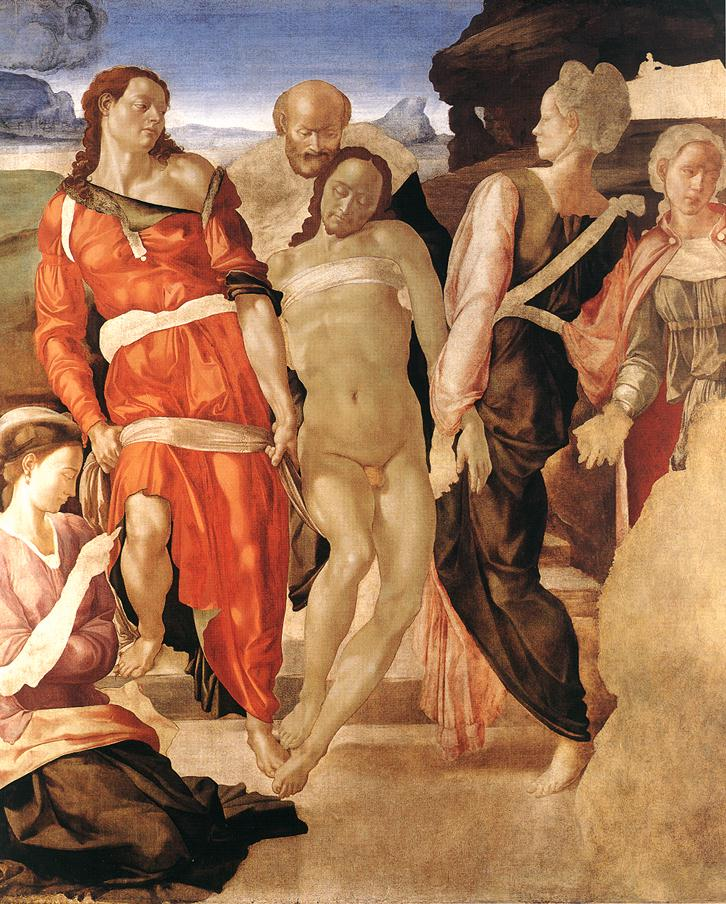
Michelangelo: De Graflegging
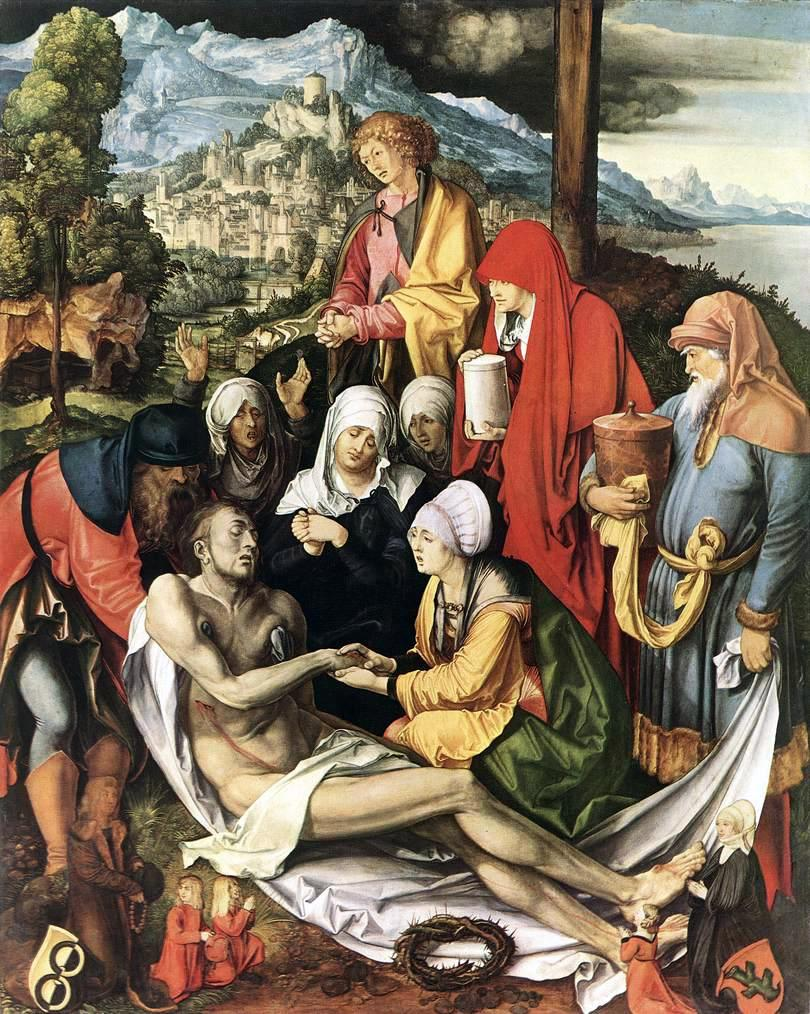
Albrecht Dürer: Bewening van Christus
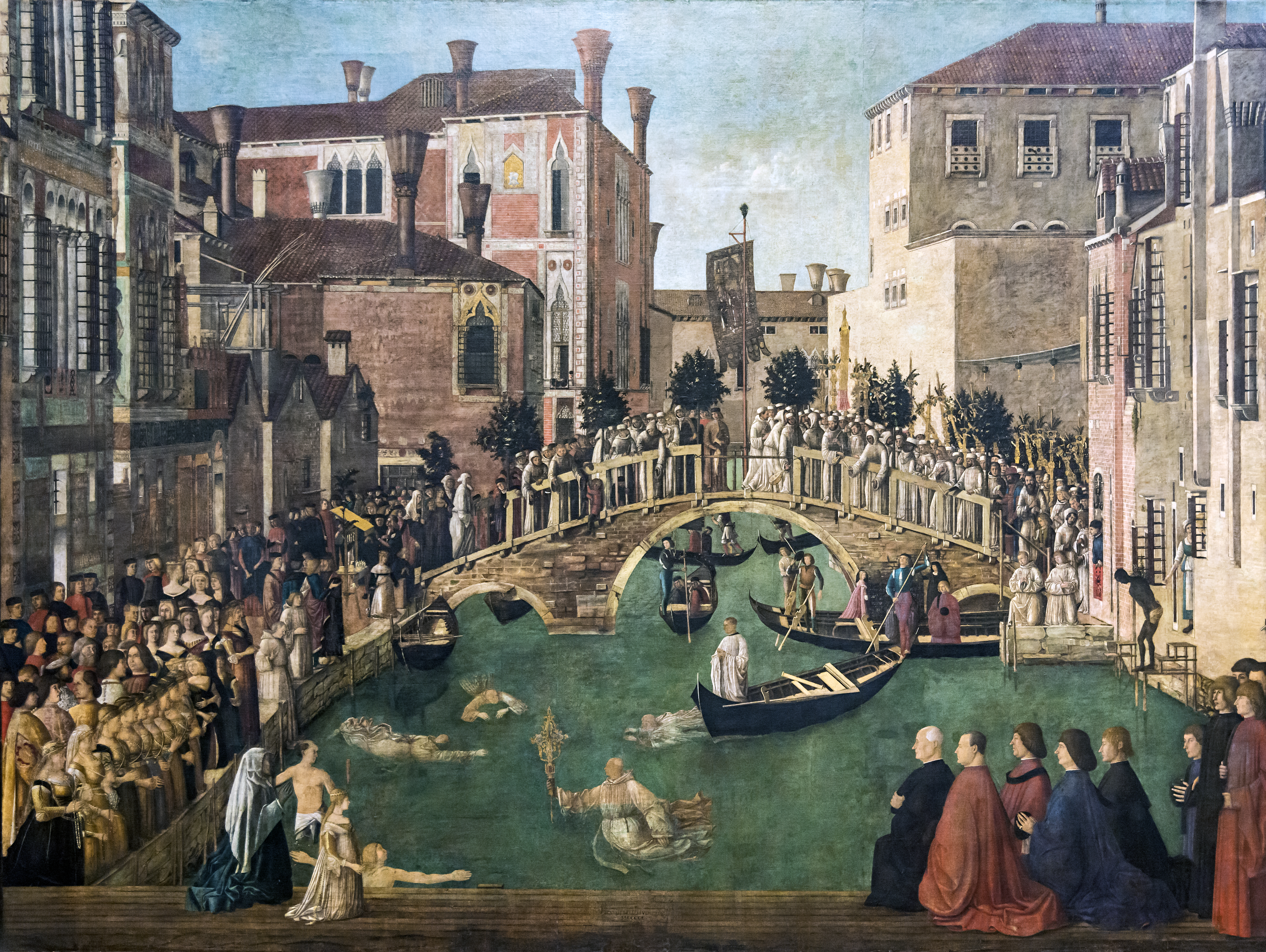
Gentile Bellini: Mirakel van het kruis bij de brug van San Lorenzo
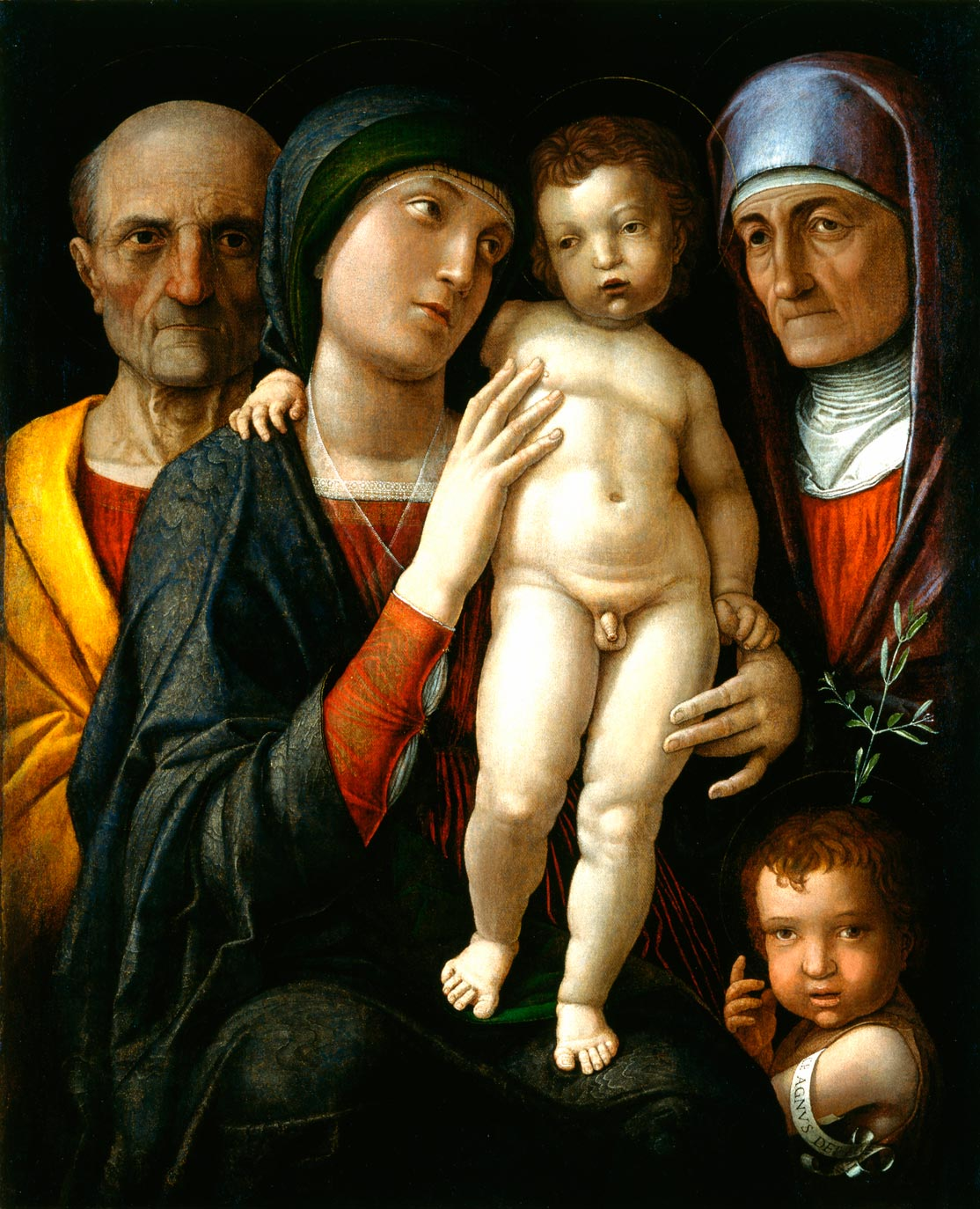
Andrea Mantegna: Heilige Familie met Elizabeth en Johannes de Doper als kind
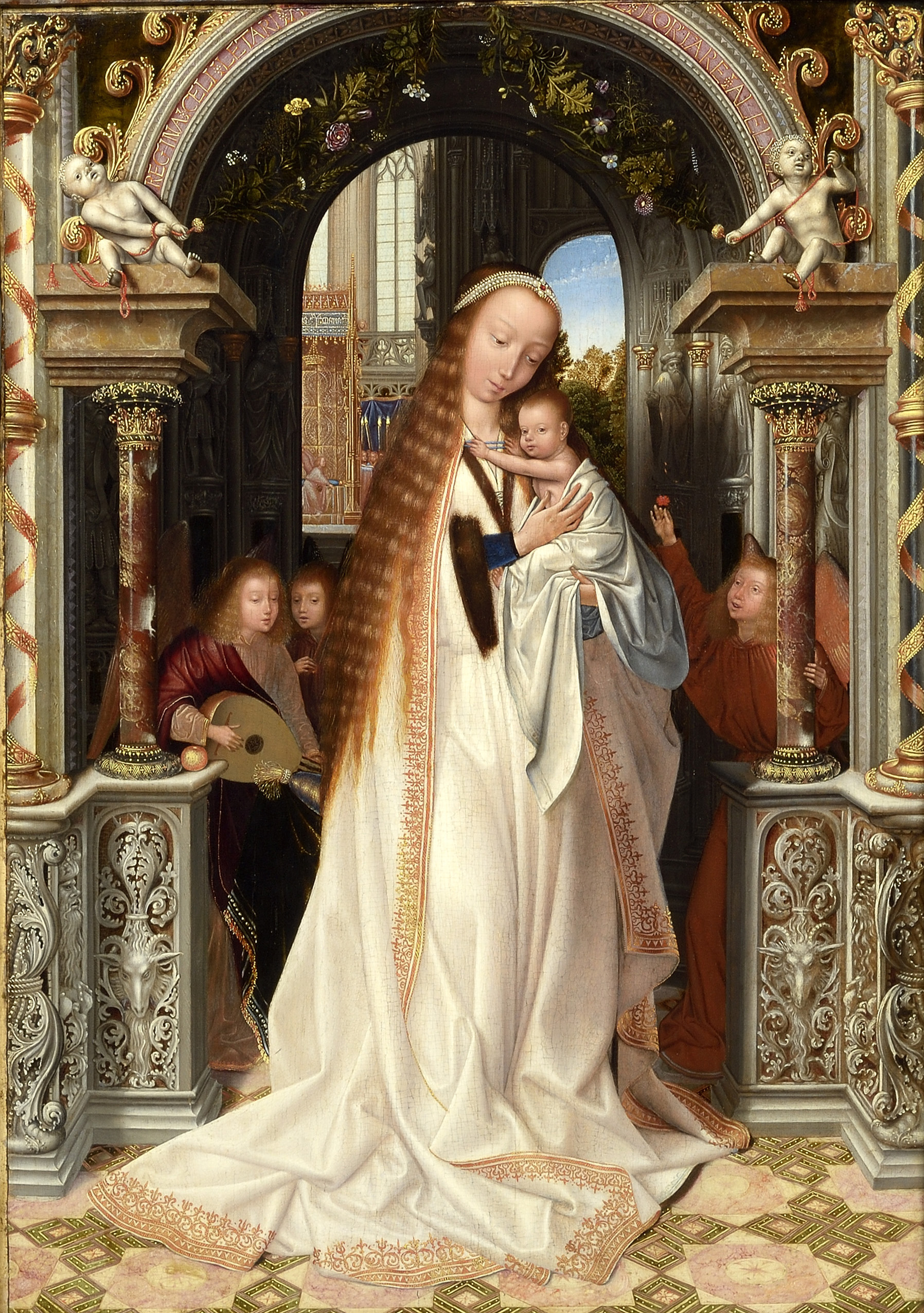
Quinten Massijs: Madonna met kind en engelen
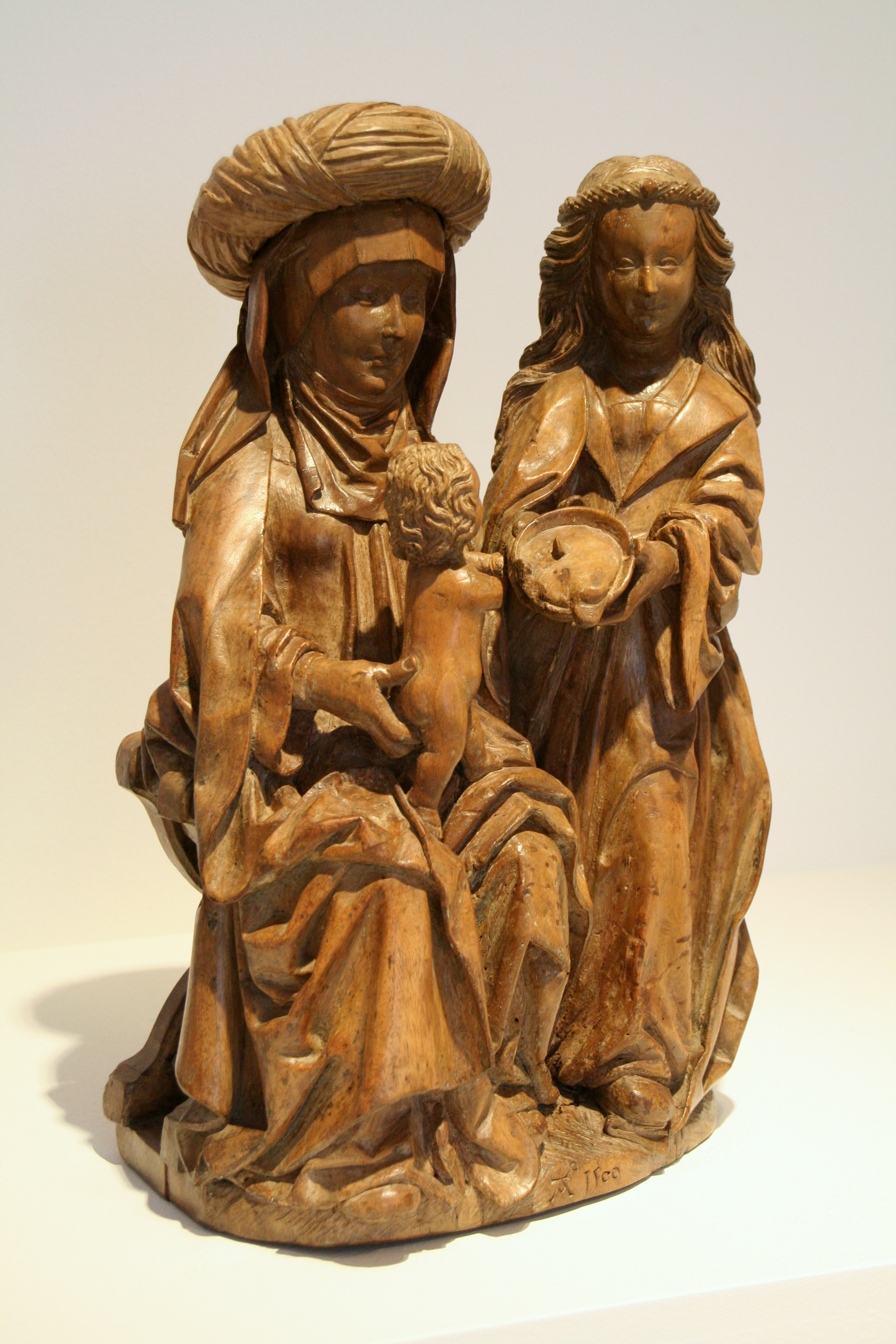
Jan van Steffenswert: Anna te Drieën

## Opvolging
- Generalitat de Catalunya - Pedro de Mendoza opgevolgd door Alfons d'Aragó
- Étampes en Narbonne - Jan van Foix opgevolgd door zijn zoon Gaston van Foix-Nemours
- Opper-Hessen - Willem III opgevolgd door Willem II van Neder-Hessen (hereniging van het landgraafschap Hessen)
- Gorizia - Leonard opgevolgd door koning Maximiliaan van Habsburg
- Japan - Go-Tsuchimikado opgevolgd door zijn zoon Go-Kashiwabara
- Lan Xang - Som Phu opgevolgd door zijn oom Visunarat
- Mamelukken (Egypte) - Qansuh Ashrafi opgevolgd door Ganblat
- Napels - Frederik I opgevolgd door Lodewijk XII van Frankrijk en Ferdinand II van Aragon
- Nemours - Jan van Armagnac-Nemours opgevolgd door zijn zoon Lodewijk van Armagnac-Nemours

## Afbeeldingen

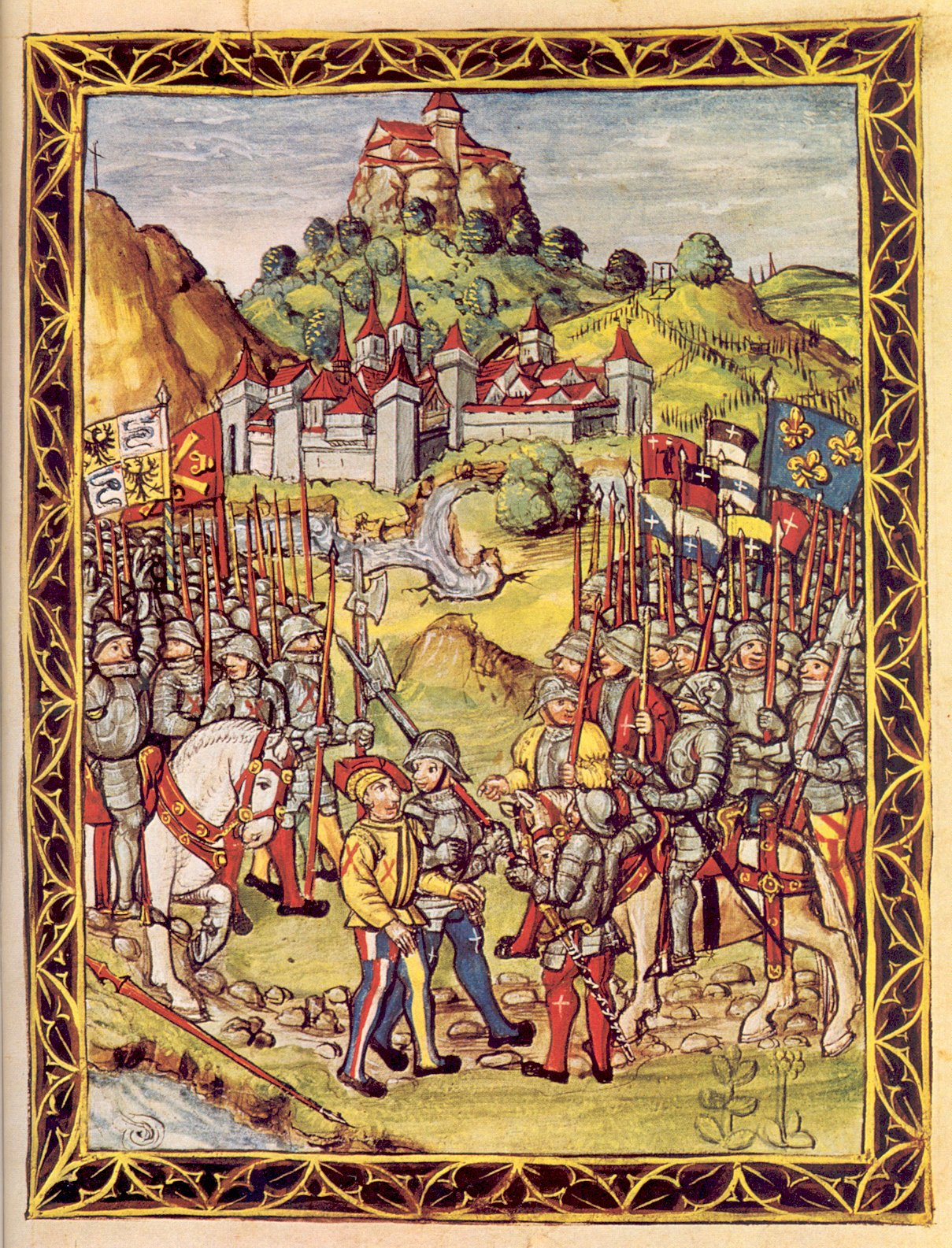
Ludovico Sforza wordt overgegeven aan de Fransen na de Slag bij Novara
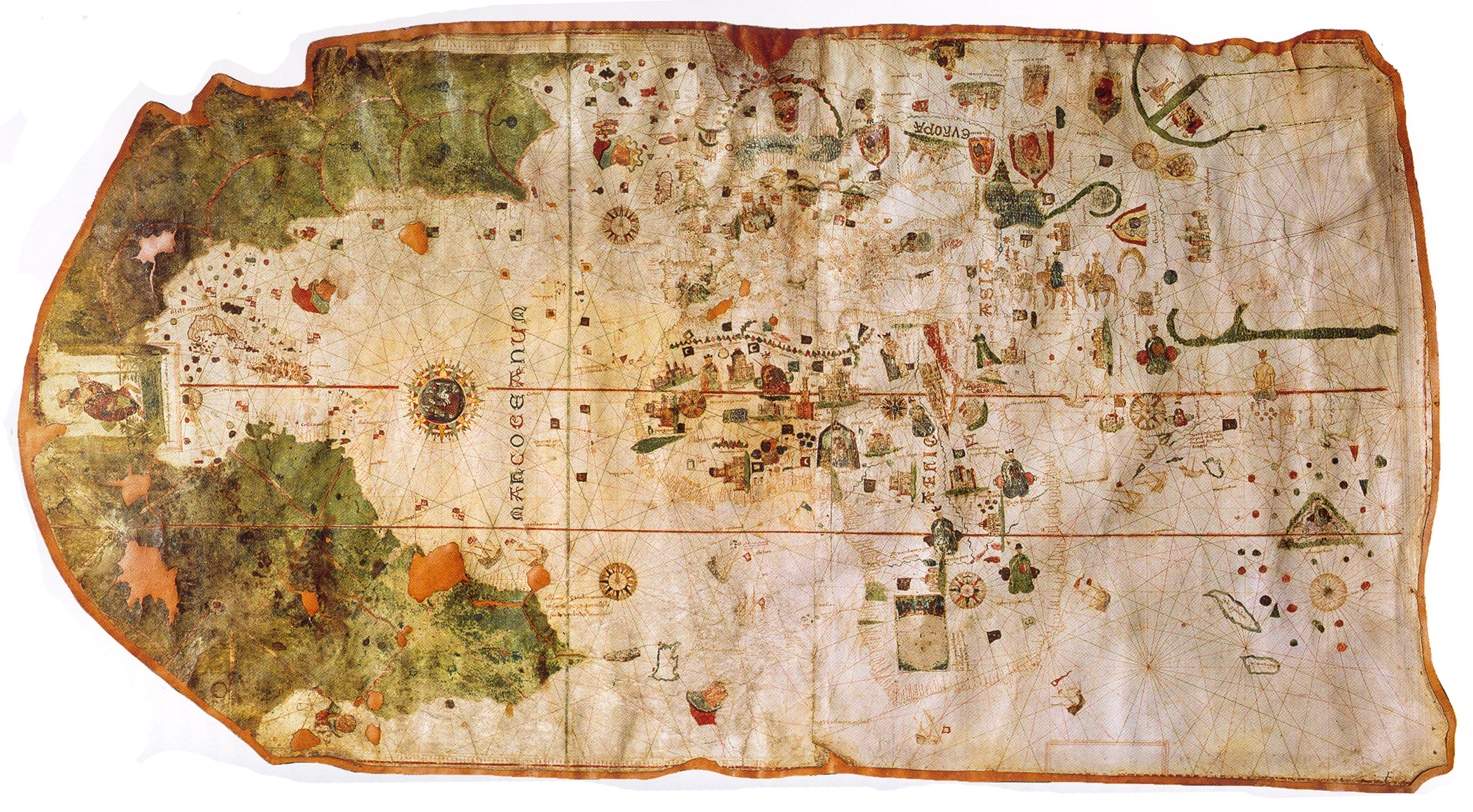
wereldkaart van Juan de la Cosa
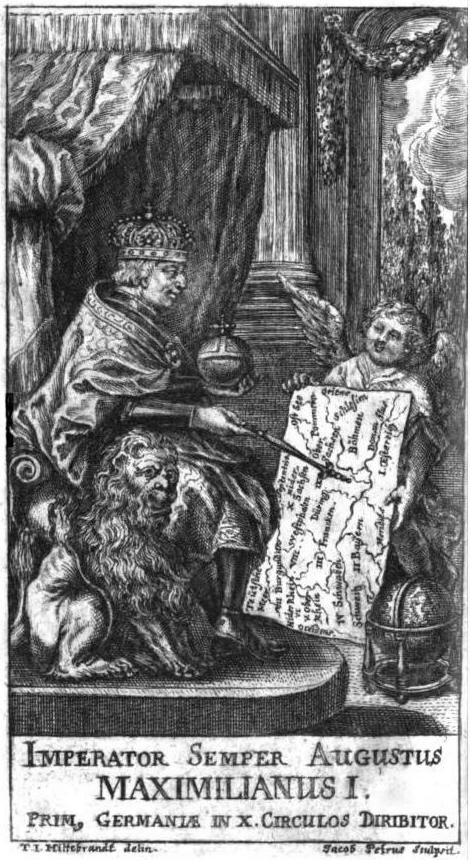
Maximiliaan tekent de kreitsen in op een landkaart
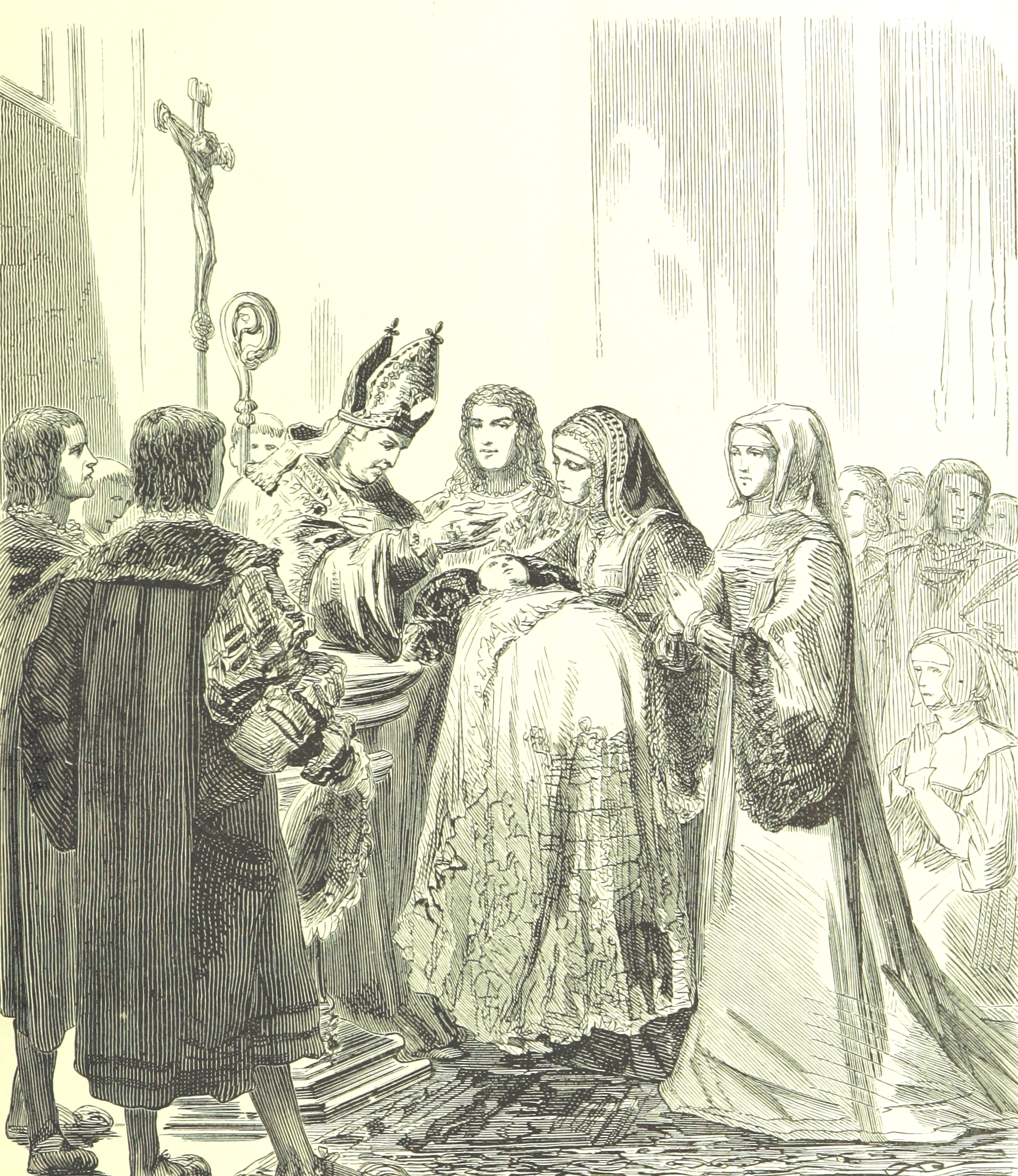
Karel V wordt gedoopt
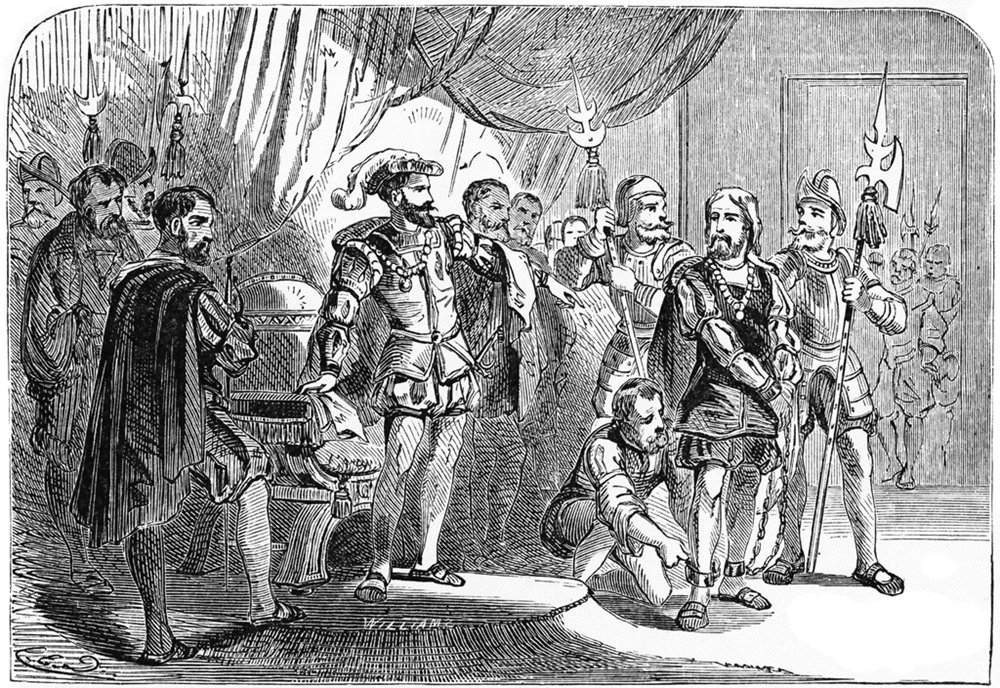
Francisco de Bobadilla neem Columbus gevangen
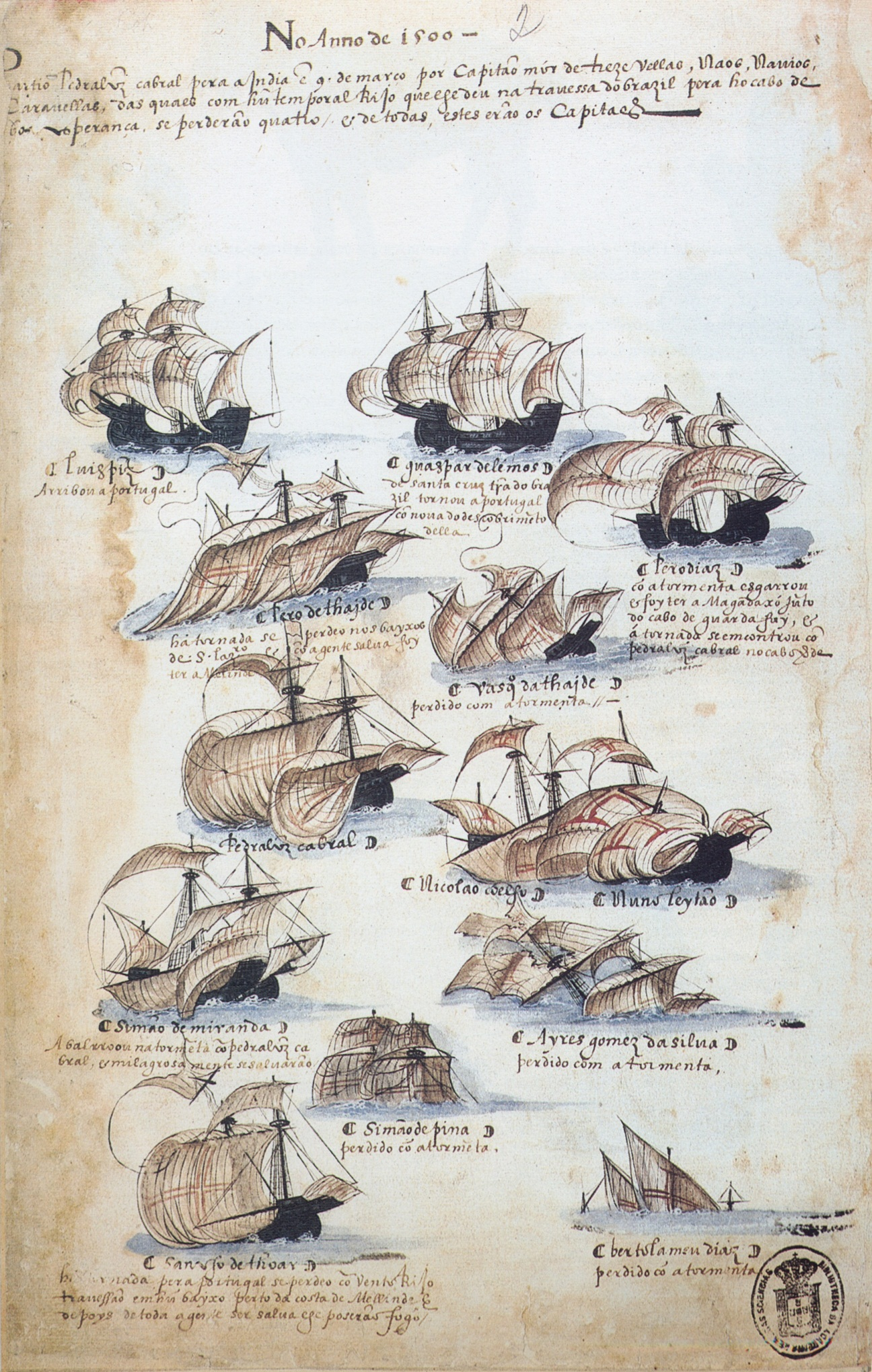
Vloot van Pedro Alvares Cabral

## Geboren
- 24 februari - Karel V, heer der Nederlanden (1506-1555), koning van Spanje (1516-1555), koning en keizer van Duitsland (1519-1555) en aartshertog van Oostenrijk (1519-1522)
- 3 maart - Reginald Pole, Engels kardinaal en geleerde
- 17 mei - Frederik II Gonzaga, hertog van Mantua
- 10 juni - Cornelis Musius, Noord-Nederlands priester en humanist
- 13 juni - Ernst van Beieren, Duits geestelijke
- 5 september - Maria van Jever, Oost-Fries edelvrouw
- 15 september - Ligier Richier, Frans beeldhouwer
- 3 november - Benvenuto Cellini, Florentijns kunstenaar
- Wessel van den Boetzelaer, Nederlands edelman
- Edmund Bonner, Engels prelaat
- Jaume Cerveró, Spaans politicus
- Pieter Claeissins de Oudere, Zuid-Nederlands schilder
- Charles Dumoulin, Frans jurist
- Anton van Glymes, Zuid-Nederlands edelman
- Felipe de Guevara, Spaans humanist en staatsman
- Filips van Horne, Nederlands edelman
- Arnold I van Manderscheid-Blankenheim, Duits edelman
- Antoon van Schoonhoven, Zuid-Nederlands humanist
- Vincent Sellaer, Zuid-Nederlands schilder
- Arent Dircksz. Vos, Noord-Nederlands geestelijke
- Hermes van Wynghene, Zuid-Nederlands jurist en staatsman
- Jacob van Aaken, Duits-Nederlands architect (jaartal bij benadering)
- Wessel VI van den Boetzelaer, Zuid-Nederlands edelman (jaartal bij benadering)
- Paris Bordone, Venetiaans schilder (jaartal bij benadering)
- Herman van Bronckhorst-Batenburg, Nederlands edelman (jaartal bij benadering)
- Anthony Browne, Engels staatsman (jaartal bij benadering)
- Arnold von Bruck, Vlaams-Oostenrijks componist (jaartal bij benadering)
- Johannes Campanus, Zuid-Nederlands theoloog (jaartal bij benadering)
- Cornelis Crul, Zuid-Nederlands dichter (jaartal bij benadering)
- Melchor Díaz, Spaans ontdekkingsreiziger (jaartal bij benadering)
- Hendrick van Doerne, Nederlands edelman (jaartal bij benadering)
- Estevanico, Marokkaans ontdekkingsreiziger (jaartal bij benadering)
- Juan Lopez Gallo, Spaans-Nederlands edelman (jaartal bij benadering)
- Blasco de Garay, Spaans uitvinder (jaartal bij benadering)
- Jan Sanders van Hemessen, Zuid-Nederlands schilder (jaartal bij benadering)
- Georg van Limburg Stirum, Duits edelman (jaartal bij benadering)
- Marcelis Keldermans, Nederlands bouwmeester (jaartal bij benadering)
- Johannes Kloprys, Duits anabaptistenleider (jaartal bij benadering)
- Evert van Lintelo, Noord-Nederlands bestuurder (jaartal bij benadering)
- Jan Matthijs, Noord-Nederlands wederdopersleider (jaartal bij benadering)
- Pieter de Meulenaere, Zuid-Nederlands politicus (jaartal bij benadering)
- Luis de Milán, Spaans componist (jaartal bij benadering)
- Cristóbal de Morales, Spaans componist (jaartal bij benadering)
- Luis de Morales, Spaans schilder (jaartal bij benadering)
- Gabriël Mudaeus, Zuid-Nederlands jurist (jaartal bij benadering)
- Luis de Narváez, Spaans componist (jaartal bij benadering)
- François d'Ongnies, Zuid-Nederlands politicus (jaartal bij benadering)
- Roxelana, favoriete echtgenote van Süleyman I (jaartal bij benadering)
- Edward Seymour, Engels staatsman (jaartal bij benadering)
- Jan Tons II, Zuid-Nederlands schilder (jaartal bij benadering)
- Tecún Umán, Mayaheerser (jaartal bij benadering)
- Enríquez de Valderrábano, Spaans componist (jaartal bij benadering)
- Jan Cornelisz Vermeyen, Nederlands schilder (jaartal bij benadering)
- Matthias Hermann Werrecore, Zuid-Nederlands componist (jaartal bij benadering)
- Cornelius Wouters, Zuid-Nederlands humanist (jaartal bij benadering)
- Wu Cheng'en, Chinees schrijver (jaartal bij benadering)

## Overleden
- 31 januari - Jacob van Barry (~74), Noord-Nederlands bestuurder
- 17 februari - Willem III van Hessen (28), Duits edelman
- 22 februari - Gerhard VI van Oldenburg (~69), Duits edelman
- 25 maart - Gaston II van Foix-Candale (~51), Frans edelman
- 21 april - Leonard van Gorizia (~59), Duits edelman
- 12 september - Albrecht, hertog van Saksen (1464-1500) en potestaat van Friesland
- 29 mei - Bartolomeus Diaz (~49), Portugees ontdekkingsreiziger
- 19 juni - Edmund Tudor (1), Engels prins
- 23 juni - Elisabeth van Palts-Zweibrücken (~30), Duits edelvrouw
- 15 september - John Morton (~80), Engels kardinaal en staatsman
- 21 oktober - Go-Tsuchimikado (58), keizer van Japan (1464-1500)
- 5 november - Jan van Foix (~50), Frans edelman
- Jan van Armagnac-Nemours (~33), Frans edelman
- Alfonso van Bisceglie, Italiaans edelman
- Viktorin II van Podiebrad-Kunstatt (~57), Duits edelman
- Som Phu (~14), koning van Lan Xang (1495-1500)
- Paulus Almanus, Duits-Italiaans klokkenmaker (jaartal bij benadering)
- Luis de Morales, indianenleider uit Hispaniola (jaartal bij benadering)
- Johannes Stockem, Zuid-Nederlands componist (jaartal bij beandering)